# Elżbieta Zofia Władykowa
Elżbieta Zofia Władykowa (ur. 27 lutego 1937 w Łodzi, zm. 6 czerwca 2006 tamże) – polska etnograf, starszy kustosz Muzeum Archeologicznego i Etnograficznego w Łodzi, kierownik Działu Kultur Miejskich w Zespole Etnograficznym.

## Życiorys
Urodziła się w rodzinie inteligenckiej, była córką Kazimierza Kopczyńskiego i Zofii z Sulickich, miała starszego o 2 lata brata Janusza. W czasie wojny razem z rodzicami przebywała w rodowym majątku ziemskim matki we wsi Celigów w Rawskiem. Przeprowadzona w 1944 r. reforma rolna zmusiła ich do powrotu do Łodzi.
Szkołę podstawową ukończyła w 1951 r. W 1957 r. uzyskała maturę w XV Gimnazjum i Liceum Ogólnokształcącym w Łodzi. W 1962 r. uzyskała tytuł magistra etnografii za pracę Rybołówstwo na jeziorze Łebskim, napisaną pod kierunkiem Kazimiery Zawistowicz-Adamskiej na Wydziale Filozoficzno-Historycznym Uniwersytetu Łódzkiego. W 1977 r. ukończyła Podyplomowe Studium Muzeologiczne na Uniwersytecie Jagiellońskim.
W 1962 r. wyszła za mąż za Zbigniewa Władykę (1935–2002) – znanego artystę plastyka i rzeźbiarza. Ich córka, Zofia Władyka-Łuczak, również jest rzeźbiarką oraz nauczycielem akademickim.
E. Władykowa została pochowana w Łodzi, na cmentarzu komunalnym przy ul. Smutnej. 

## Działalność zawodowa
Przez 39 lat była związana z Muzeum Archeologicznym i Etnograficznym w Łodzi. W 1961 r. została zatrudniona na stanowisku pracownika oświatowego. Po utworzeniu w 1966 r. samodzielnego Działu Naukowo-Oświatowego, pracowała w nim na stanowisku starszego asystenta, pełniąc jednocześnie funkcję zastępcy kierownika działu. W 1971 r. została kierownikiem powołanego z jej inicjatywy Działu Kultur Miejskich. W latach 1977–1986 była kuratorem Zespołu Działów Etnograficznych Muzeum Archeologicznego i Etnograficznego w Łodzi. Z funkcji tej zrezygnowała na własną prośbę. W 1997 r. przeszła na emeryturę, ale do 2000 r. pracowała jeszcze na pół etatu i na umowę-zlecenie. 
Od 1966 r. była członkiem łódzkiego oddziału Polskiego Towarzystwa Ludoznawczego.
Dużą wagę przywiązywała do działalności dydaktycznej Muzeum: oprowadzała wycieczki szkolne po wystawach, prowadziła lekcje muzealne. W 1968 r. razem z Teresą Łaszczewską organizowała cykliczne zajęcia w Pracowni Krajoznawczo-Turystycznej Pałacu Młodzieży im. J. Tuwima w Łodzi. Ponadto we współpracy z kuratorium łódzkiego okręgu szkolnego organizowała w różnych regionach Polski (Sieradzkie, Kurpie, Kaszuby) letnie, etnograficzne obozy wędrowne dla uczniów szkół ponadpodstawowych.
Dla Muzeum Archeologicznego i Etnograficznego w Łodzi zgromadziła prawie 2 tys. eksponatów. Ich tematyka związana jest z trzema głównymi obszarami zainteresowań badawczych E. Władykowej: rybołówstwo śródlądowe, jeziorne i morskie przybrzeżne na Kaszubach, kultura robotnicza i drobnomieszczańska Łodzi do 1939 r., sztuka nieprofesjonalna i amatorska twórców z województwa łódzkiego. 
Opracowała scenariusze wystaw, m.in.: 
- „Polska tkanina ludowa” (1970) – pierwsza samodzielna wystawa

- „Sztuka ludowa i robotnicza miejskiego województwa łódzkiego” (1977)
- „Dział Kultur Miejskich na wystawie jubileuszowej 50 lat Muzeum Archeologicznego i Etnograficznego w Łodzi” (1981)
- „Nowe nabytki w 1981 r. Działu Kultur Miejskich” (1982)
- „Nowe nabytki z lat 1982–1983 Działu Kultur Miejskich” (1984)
- „Łódź w twórczości plastyków amatorów”
- „Łódź w linorytach Filipskiego”[1][2][4][7][8].

Brała udział w organizacji wielu konkursów związanych z kulturą robotniczą, m.in.: 
- „Folklor robotniczy Łodzi” (1972–1973)
- „Dawna i nowa Łódź w fotografii" (1976)
- „Co wiesz o Bałutach?” w ramach „Majówki na Julianowie”, zorganizowanej przez Wydział Oświaty Wychowania i Kultury Urzędu Dzielnicowego Łódź Bałuty (1976)
- „Współczesna sztuka ludowa i robotnicza miejskiego województwa łódzkiego – sztuka ludowa i amatorska” pod patronatem Wydziału Kultury i Sztuki Urzędu Miasta Łodzi (1977)
- konkursy i koncerty łódzkich kapel podwórkowych
- przeglądy filmowe we współpracy z PTL-em i Katedrą Etnografii Uniwersytetu Łódzkiego[1][2].

## Odznaczenia
Otrzymała kilka odznaczeń państwowych: 
- Srebrny Krzyż Zasługi (1979)
- odznakę „Za opiekę nad zabytkami” (1981)
- odznakę „Zasłużony Działacz Kultury” (1982)
- Medal 40-lecia PRL (1985)
- Złoty Krzyż Zasługi (1986)[1][2].

## Publikacje
- Ludowe przepowiednie pogody. „Prace i Materiały Muzeum Archeologicznego i Etnograficznego w Łodzi. Seria Etnograficzna”, 1965, nr 9, s. 175–181.
- Zakupy eksponatów etnograficznych na Kaszubach. „Prace i Materiały Muzeum Archeologicznego i Etnograficznego w Łodzi. Seria Etnograficzna”, 1967, nr 11, s. 251–255.
- Młodzieżowe obozy etnograficzne w 1967 r. „Prace i Materiały Muzeum Archeologicznego i Etnograficznego w Łodzi. Seria Etnograficzna”, 1969, nr 13, s. 211–212.
- Konkurs młodzieżowy pt. „Co wiesz o Muzeum Archeologicznym i Etnograficznym w Łodzi i muzeach regionalnych naszego województwa”. „Prace i Materiały Muzeum Archeologicznego i Etnograficznego w Łodzi. Seria Etnograficzna”, 1970, nr 14, s. 219.
- Młodzieżowy obóz wędrowny na Kaszubach w 1968 r. „Prace i Materiały Muzeum Archeologicznego i Etnograficznego w Łodzi. Seria Etnograficzna”, 1970, nr 14, s. 218.
- Różdżkarstwo. „Prace i Materiały Muzeum Archeologicznego i Etnograficznego w Łodzi. Seria Etnograficzna”, 1972, nr 16, s. 155–159.
- Problematyka badań etnograficznych nad kulturą robotniczą Łodzi z uwzględnieniem potrzeb muzealnych. „Łódzkie Studia Etnograficzne”, 1973, t. 15, s. 111–116.
- Mieszkania łódzkich robotników. [W:] Folklor robotniczej Łodzi. Pokłosie konkursu. Red. B. Kopczyńska-Jaworska, J. Kucharska, J. P. Dekowski. Wrocław, 1976, s. 13–29.
- Działalność zespołu etnograficznego Muzeum Archeologicznego i Etnograficznego w Łodzi (1973–1979). „Prace i Materiały Muzeum Archeologicznego i Etnograficznego w Łodzi. Seria Etnograficzna”, 1980, nr 21, s. 187–196.
- Twórczość niedzielna. „Z Otchłani Wieków: pismo poświęcone pradziejom Polski”, 1981, nr 1–2, t. 47, s. 72–73.
- Malarstwo Stanisława i Cecylii Jastrzębskich – nieprofesjonalnych twórców łódzkich. „Prace i Materiały Muzeum Archeologicznego i Etnograficznego w Łodzi. Seria Etnograficzna”, 1991/1995, nr 30, s. 73–88.